# Relações entre Áustria e Vietnã
As relações entre a Áustria e o Vietnã foram estabelecidas em 1972. A Áustria tem uma embaixada em Hanói. O Vietnã tem uma embaixada em Viena.

## Visitas de Estado
O presidente austríaco Heinz Fischer visitou o Vietnã em maio de 2012.

## Comércio
O comércio bilateral teve um crescimento significativo nos últimos anos. Ele atingiu US$ 630 milhões em 2011, um aumento de 240% em relação ao ano anterior, e US$ 171 milhões no primeiro trimestre de 2012. Em 2022, o comércio bilateral atingiu US$ 2,8 bilhões.